# 傑倫·威廉斯
傑倫·德文·威廉斯（英語：Jalen Devonn Williams，2001年4月14日—）為美國男子籃球運動員，效力於NBA俄克拉何马城雷霆。他在大學時為聖塔克拉拉野馬隊打了三個賽季，後參加2022年NBA選秀，並在第一輪被俄克拉荷馬城雷霆選中。

## 職業生涯
2025年1月30日，威廉斯被選為2025年NBA全明星賽的後備球員，這是他第一次入選。
3月2日，威廉斯在以 146-132 擊敗聖安東尼奧馬刺隊的比賽中得到職業生涯最高的41分、6個籃板和6次助攻。

## 外部連結
- 傑倫·威廉斯在NBA官網（英语）
- 傑倫·威廉斯在Basketball-Reference.com（NBA）（英语）
- 傑倫·威廉斯在Sports-Reference.com（NCAA）（英语）
- 傑倫·威廉斯在ESPN（NBA）（英语）
- 傑倫·威廉斯在Eurobasket.com（球員）（英语）
- 傑倫·威廉斯在Proballers（英语）
- 傑倫·威廉斯在RealGM（英语）